# Puy de Lassolas
De Puy de Lassolas is een 1187 meter hoge kegelvulkaan in de Chaine des Puys, gelegen in het Franse departement Puy-de-Dôme in Auvergne.

## Geografie
De vulkaan vormt een duo met de naastgelegen Puy de la Vache, en bevindt zich enkele kilometers ten zuiden van de bekendere Puy de Dôme.
De vulkaankegel is ten opzichte van de omgeving 160 m hoog en 900 m breed. De top wordt gevormd door een krater van 400 m diameter en ongeveer 100 m diep, waarvan de zuidelijke wand doorbroken is.
De Puy de Lassolas maakt deel uit van het Parc naturel régional des Volcans d'Auvergne.

## Geologie
De Puy de Lassolas en de Puy de la Vache zijn monogenetische vulkanen, die slechts eenmaal en meestal kortstondig uitbarsten en daarna inactief worden. Ze zijn beide ontstaan rond 6020 v.Chr., en horen daardoor tot de jongste vulkanen van de Chaine des Puys. De erupties waren van het Stromboli-type, waarbij vooral pyroclastisch materiaal of tefra vrijkomt, maar af en toe ook lavastromen ontstaan.
Onder aan de krater en rond de vulkaan zijn vooral donkere as, lapilli en kleine scoria of slakken te vinden, aan de top van de krater vooral grote slakken en vulkanische bommen. De rode kleur van deze laatste wordt veroorzaakt door oxidatie van het in de mineralen aanwezige ijzer, door de hitte en het vocht afkomstig uit fumarolen tijdens de uitbarsting.
Naast de krater heeft de uitbarsting een 15 kilometer lange lavastroom doen ontstaan, de cheire d'Aydat. De lavastroom heeft de zuidwestelijke kraterwand doorbroken. Door de uitvloeiende lava zijn verschillende valleien geblokkeerd en meren gevormd, zoals de étang de la Cassière ten noorden, en het lac d'Aydat in de vallei van de Veyre, ten zuiden van de vulkaan.

## Beklimming
De vulkaan is gemakkelijk bereikbaar vanuit het bezoekerscentrum Maison du Parc des Volcans d'Auvergne, nabij het dorpje Aydat, waarvandaan een wandeling naar de voet van de beide Puys start.

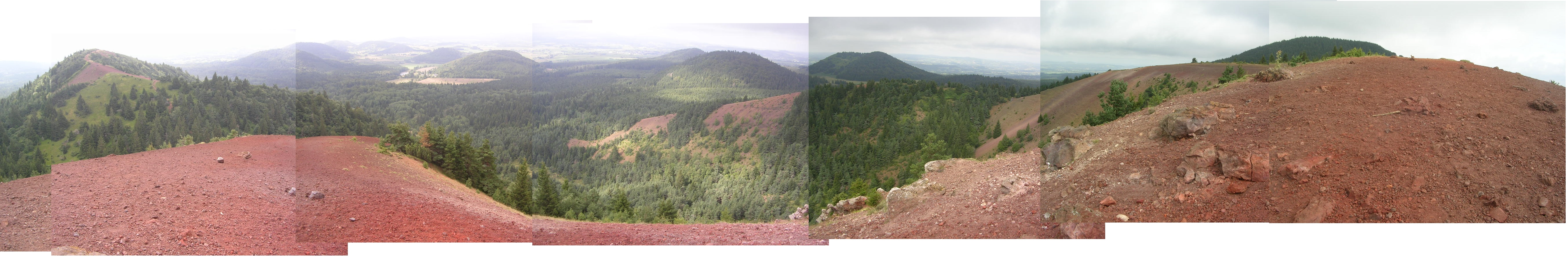
Panorama vanaf de krater van de Puy de Lassolas.